# Go Greening

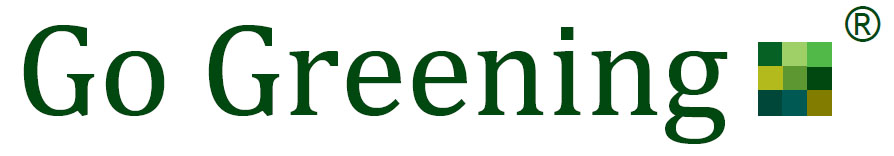
Go Greening ロゴ

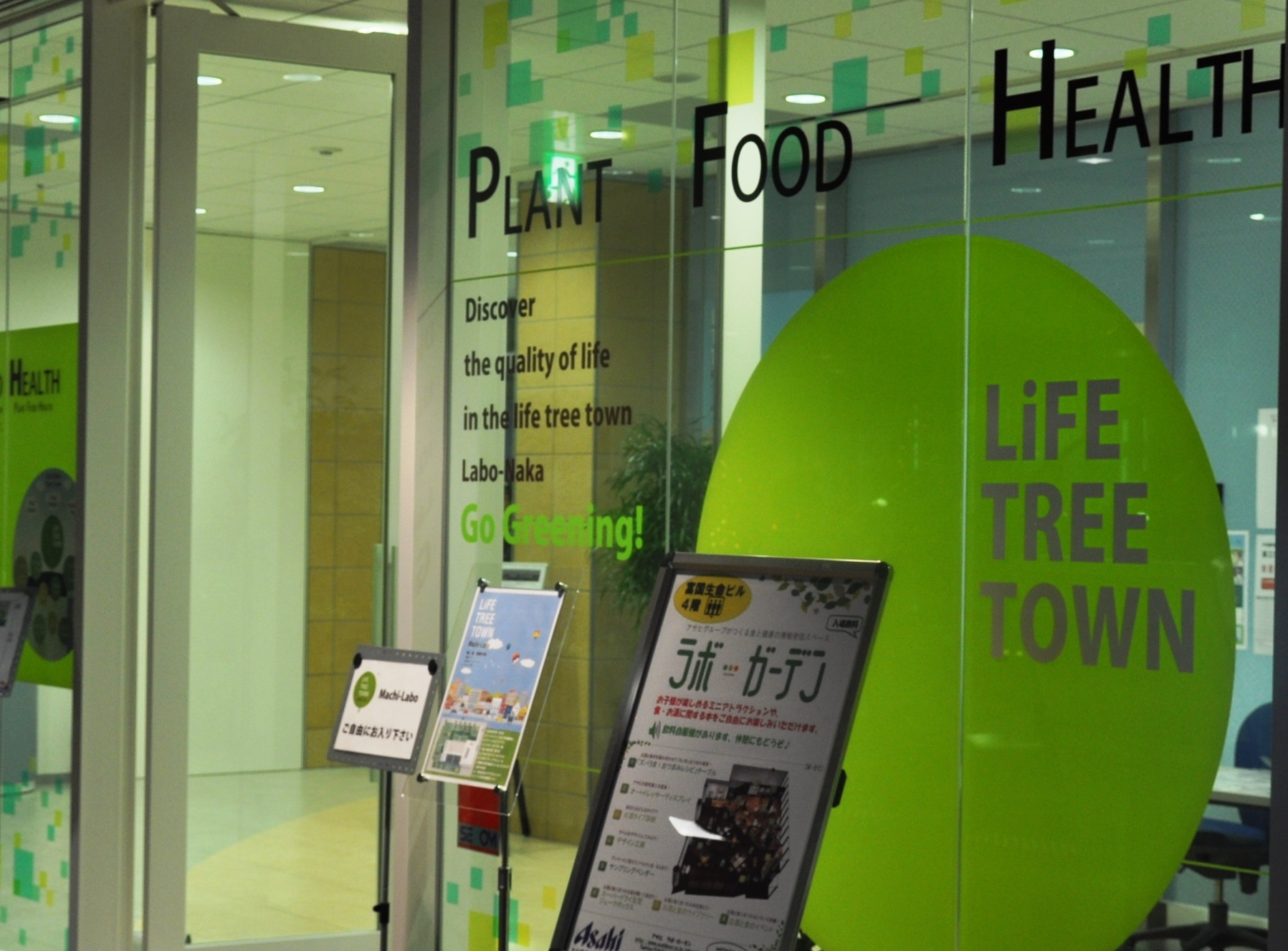
市民へのGG情報発信

Go greening（ゴー グリーニング）とはGo shopping!、Go fishing!、Go hiking! なる英語に因んで、green を動詞として扱い、その分詞形（greening）を Go と組み合わせて、「緑を楽しみましょう」「緑で行きましょう」「緑へ行きましょう」など、森林浴や植物園、ガーデンめぐりなど植物に関わる行動の必要性を示すキャンペーン用語としての機能をこの合成語で表した和製英語。
　ただし、香港の電力会社を傘下に持つCLPホールディングス（中電控股）も同様の語を用いて、2006年に"Go Greening Initiative"を策定している 。

## 標語としてのGo Greening
1. Go Greening は、大学人が2005年の愛知万博、地球の授業「Let's 緑の地球の財産発見[2]」で提唱され、2008年5月4日に発足した「智の木協会」の活動標語の一つである。
2. CLPホールディングスは、住み良い持続可能な環境形成を目指す活動として、"Go Greening Initiative"を2006年に発表した [1] 。活動としては、３年間で30.000本の植樹、香港での"Sky Woodland（空中森林）"の開発 [3]、樹木と植物の管理に関するwebでの情報提供、の３つである。

## 歴史
2010年、大阪梅田に新築された富国生命ビル4Fに開設された「一般社団法人」テラプロジェクト運営 の「植・食、健康」をキーワードとした産学連携活動支援施設には、「智の木協会」が一テナントとして入居していることもあって、当該協会の活動標語「Go Greening」を支援し、館内にその標語を掲げている。また、大都市を中心とした都市緑化（Urban Greening)のキャンペーン用語に育てるべく「モノつくり・コトつくり」のキャッチワードとして使用している。

## 関連文献
「Go Greening」の具体的内容については大阪大学出版会から発刊した出版物の中で詳細に述べられ、また、大阪国際サイエンスクラブ会報で本語は説明されている。